# Robert Jedicke
Robert Jedicke (Niagara Falls, 30 gennaio 1963) è un fisico e astronomo canadese.
Robert Jedicke è un fisico ed un astronomo conosciuto in particolare per la sua attività e le sue scoperte presso lo Spacewatch.

## Studi
Nel 1984 ha ricevuto un Bachelor's degree in fisica presso l'Università del Western Ontario. Nel 1992 ha conseguito un dottorato di ricerca (Ph.D.) presso l'Università di Toronto. Ha effettuato un post dottorato fellow a Tucson presso il Lunar and Planetary Institute dell'University of Arizona cercando NEA nell'ambito del programma Spacewatch.

## Carriera
Jedicke ha giocato football americano per i Western Mustangs football vincendo la Coppa Yates nel 1981 e nel 1982. Dal 1993 al 2002 ha lavorato presso il programma Spacewatch dell'Università dell'Arizona occupandosi principalmente degli asteroidi NEA. Dal 2003 cominciò a lavorare presso il programma Pan-STARRS gestito dall'Università delle Hawaii. In seguito ha cominciato ad occuparsi di software presso una società in Arizona. Ha continuato a lavorare part-time per lo Spacewatch
.

## Scoperte
Ha scoperto due comete periodiche, da solo la 179P/Jedicke e assieme alla moglie Victoria Jedicke la 269P/Jedicke.

## Riconoscimenti
Nel 1984-1985 ha ricevuto il John Gordon McIntosh Scholarship dedicato agli studenti del terzo anno di Fisica. Nel 1985 gli è stata assegnata la Medaglia d'oro Raymond Compton Dearle per la Fisica. Nel 1995 gli è stato dedicato, unitamente ai fratelli Peter e June, un asteroide, 5899 Jedicke.

## Selezione dei principali lavori pubblicati
- 1991: Perseid meteors and P/Swift-Tuttle[6]
- 2005: Identifying near Earth object families[7]
- 2006: The Size-Frequency Distribution of Dormant Jupiter Family Comets[8]
- 2011: Limits on the Size and Orbit Distribution of Main Belt Comets[9]
- 2011: The population of natural Earth satellites[10]
- 2013: THE EXTREMELY RED, YOUNG L DWARF PSO J318.5338−22.8603: A FREE-FLOATING PLANETARY-MASS ANALOG TO DIRECTLY IMAGED YOUNG GAS-GIANT PLANETS[11]
- 2017: An Observational Upper Limit on the Interstellar Number Density of Asteroids and Comets[12]
- 2017: The splitting of double-component active asteroid P/2016 J1 (PANSTARRS)[13]
- 2019: The orbit and size-frequency distribution of long period comets observed by Pan-STARRS1[14]
- 2019: Earth’s Minimoons: Opportunities for Science and Technology.[15]